# Rudy Hachach
Rudy Hachach –en árabe, رودي حشاش– (27 de septiembre de 1979) es un deportista libanés que compitió en judo. Ganó una medalla de bronce en el Campeonato Asiático de Judo de 2008 en la categoría abierta.

## Palmarés internacional
| Campeonato Asiático | Campeonato Asiático  | Campeonato Asiático | Campeonato Asiático |
| Año                 | Lugar                | Medalla             | Categoría           |
| ------------------- | -------------------- | ------------------- | ------------------- |
| 2008                | Jeju (Corea del Sur) | Medalla de bronce   | Abierta             |